# Cantonul Saint-Leu-1
Cantonul Saint-Leu-1 este un canton din arondismentul Saint-Paul, Réunion, Franța.